# Here Comes the Hotstepper
«Heres Comes the Hotstepper» es el título de una canción coescrita y grabada por el artista jamaicano de reggae Ini Kamoze. Se extrapola el conocido coro "na na na na na ..." original de la canción "Land of a 1000 Dances" por Cannibal & the Headhunters que fue compuesto y grabado originalmente por Chris Kenner. Fue el único sencillo número uno de Kamoze en los Estados Unidos. También alcanzó la cuarta ubicación en el Reino Unido.
La canción fue muy popular en los desfiles de moda durante la década de 1990. También fue incluido en la banda sonora de la película Prêt-à-porter, y además se lanzó un video musical con imágenes de la película la cual se incluyó en la VHS de la versión para los Estados Unidos.

## Lista de canciones
CD sencillo
1. «Here Comes the Hotstepper» (heartical mix)
2. «Here Comes the Hotstepper» (allaam mix)

CD maxi - Europe (1994)
1. «Here Comes the Hotstepper» (heartical mix) — 4:13
2. «Here Comes the Hotstepper» (heartipella) — 4:15
3. «Here Comes the Hotstepper» (heartimental) — 4:13
4. «Here Comes the Hotstepper» (allaam mix) — 4:36
5. «Here Comes the Hotstepper» (allamental) — 4:37
6. «Here Comes the Hotstepper» (LP versión) — 4:09

## Posicionamiento en listas y certificaciones
| Listas (1994–1995)                      | Mejor posición |
| --------------------------------------- | -------------- |
| Alemania (Offizielle Deutsche Charts)   | 6              |
| Australia (ARIA)                        | 2              |
| Austria (Ö3 Austria Top 40)             | 6              |
| Bélgica (Flandes) (Ultratop 50)         | 3              |
| Bélgica (Valonia) (Ultratop 50)         | 3              |
| Canadá (RPM Top Singles)                | 15             |
| Canadá (RPM Dance)                      | 1              |
| Dinamarca (IFPI)                        | 1              |
| España (AFYVE)                          | 2              |
| Estados Unidos (Billboard Hot 100)      | 1              |
| Estados Unidos (Rhythmic)               | 1              |
| Estados Unidos (Hot Dance Club Songs)   | 22             |
| Estados Unidos (Mainstream Rock)        | 5              |
| Europa (Eurochart Hot 100)              | 1              |
| Finlandia (The Official Finnish Charts) | 2              |
| Francia (SNEP)                          | 2              |
| Irlanda (IRMA)                          | 3              |
| Noruega (VG-lista)                      | 4              |
| Nueva Zelanda (Recorded Music NZ)       | 1              |
| Países Bajos (Dutch Top 40)             | 22             |
| Reino Unido (UK Singles Chart)          | 4              |
| Suecia (Sverigetopplistan)              | 5              |
| Suiza (Schweizer Hitparade)             | 4              |

| País           | Organismo certificador | Certificación    | Ventas    |
| -------------- | ---------------------- | ---------------- | --------- |
| Alemania       | BVMI                   | Disco de Oro     | 120 000   |
| Francia        | SNEP                   | Disco de Plata   | 125 000   |
| Estados Unidos | RIAA                   | Disco de Platino | 1 000 000 |

## En los medios y versiones cover
- Escuchado en la película de 1994 Prêt-à-Porter (llamado Ready to Wear en algunos países).
- Escuchado en el episodio de I Love the '90s.
- Escuchado en la película de 2005 Racing stripes.
- Tema musical de la lucha libre tag-team Public Enemy en ECW.
- Cover por AtomXFlow en 2004. Esta versión llegó al número 49 en Francia
- Se utiliza en el remix de la canción Ghostface Killah Cherchez LaGhost
- Se utiliza en el remix de Hoi! - Here Comes The Hoi! Steppa
- Se utiliza como el tema musical para el Buick "Take a Look at Me Now" campaña de publicidad en televisión en 2009.
- En el puesto #91 en la lista de 100 Worst Songs Ever de Matthew Wilkening de AOL Radio, que las provocaciones, "Let's sing along! 'They call me Aaa-noyyyyying! (Word 'em up!)/I'm a one-hit wonder (thank...fully!).'"
- La versión de The Hit Crew fue utilizado como DLC en el videojuego Just Dance 2 para Wii y más tarde incluido en Just Dance: Summer Party.
- La canción "Qui dit t'a" (2010) por el francés del grupo de rap Sexion d'Assaut covers de Here Comes the Hotstepper en su coro.
- Una versión realizada por el grupo de hip hop StooShe en julio de 2011, bajo el título "Hot Stepper". La pista también aparece en la banda sonora de American Pie: el reencuentro.
- 97.9 WNCI, una emisora de radio de Columbus, Ohio, produjo una parodia en la década de 1990 acerca de NBC 4 meteorólogo Ben Gelber.
- Una versión en alemán (con letras diferentes) fue grabado en 2012 por MC Fitti en 2012. Fue renombrado como Whatsapper (el que utiliza WhatsApp)
- Ex-teclista de The Animals, Alan Price ha grabado una nueva versión de la canción en 2013. Volvió a reemplazar el famoso 'Murderer' letra con 'Alan Price' El resto de la canción sigue siendo la misma.
- En el puesto #80 en la lista de Rock & Pop 20 Años 200 Canciones. de la radio chilena Rock & Pop.
- La canción "Somos Suddamerican Rappers" de Pulentos como el efecto de sonido "Hit it".
- En 2015 se subió a YouTube un AMV (Anime Music Video) que usaba un remix de la canción hecha por Evian.
- Neighbors (película estadounidense del 2014)
- Muévelo 2020 (Daddy Yankee, Nicky Jam)